# (161371) Bertrandou
(161371) Bertrandou est un astéroïde de la ceinture principale.

## Description
(161371) Bertrandou est un astéroïde de la ceinture principale. Il fut découvert par Bernard Christophe le 25 septembre 2003 à l'observatoire de Saint-Sulpice. Il présente une orbite caractérisée par un demi-grand axe de 2,63 UA, une excentricité de 0,061 et une inclinaison de 3,562° par rapport à l'écliptique.
Il fut nommé en hommage à Bertrand Christophe, fils du découvreur et également en référence à « Bertrandou le Fifre », personnage d'Edmond Rostand dans sa pièce Cyrano de Bergerac.

## Compléments